# Internationale Bauausstellung Emscher Park
 (novembre 2018).
Si vous disposez d'ouvrages ou d'articles de référence ou si vous connaissez des sites web de qualité traitant du thème abordé ici, merci de compléter l'article en donnant les références utiles à sa vérifiabilité et en les liant à la section « Notes et références ».
L’Internationale Bauausstellung Emscher Park est un parc situé en Rhénanie-du-Nord-Westphalie.

## Histoire
Le gouvernement de Rhénanie-du-Nord-Westphalie a décidé en 1988 de réaliser le parc IBA Emscher Park afin de réaliser un changement de paradigme de la ceinture de rouille vers une zone métropolitaine verte, moderne et riche. Dans le passé, les régions qui avaient réalisé une Internationale Bauausstellung (Darmstadt 1901, Leipzig 1913, Stuttgart 1927, Berlin 1957 et 1984) visaient principalement des améliorations architecturales et des points forts, tandis que le parc IBA Emscher visait une approche holistique en restructurant une ancienne région industrielle, la Ruhr, avec des avantages urbains, architecturaux, culturels, écologiques et économiques remarquables.
Dans les années 1980, avec la fermeture de plusieurs mines et usines sidérurgiques, la région de la Ruhr a dû affronter des taux de chômage en constante augmentation, ainsi que des problèmes écologiques notamment concernant des sites contaminés Le programme IBA couvrait donc sept principes généraux pour surmonter les difficultés structurelles :
- La reconstruction du paysage - le parc paysager de l'Emscher
- La restauration écologique du système fluvial de l'Emscher
- Le canal Rhin-Herne - un espace d'aventure
- Le patrimoine culturel industriel comme trésor national
- Travailler dans le parc
- Nouvelles formes d'habitat
- Nouvelles perspectives pour les activités sociales, culturelles et sportives.

## Les sept principes généraux
L'intention de l'IBA Emscher Park était de développer en parallèle des changements structurels couvrant l'ensemble de la zone et de lancer des projets phares qui fonctionnent comme une stimulation locale et attirent l'attention. La région a souffert de son image de ceinture de rouille pendant plus d'un siècle, et même s'il existait déjà beaucoup d'espaces verts et de paysages, ils n'étaient guère mis en avant et de ce fait — ce qui inquiétait le gouvernement — la région était peu attrayante pour les investissements ou les améliorations à long terme. Une période de 10 ans (1989-1999) a été choisie pour mettre en œuvre des changements qui ne soient pas seulement des solutions ponctuelles sur les bâtiments, mais pour permettre aux partenaires publics d'activer des processus de planification, interdisciplinaires et complexes, qui fonctionnent à long terme En outre, les processus étaient en partie organisés de sorte que des projets comme la restauration du système Emscher devaient durer jusqu'en 2025. Les initiateurs de l'IBA avaient pour objectif des changements qui s'ancrent profondément dans une culture de planification régionale.

### La reconstruction du paysage: le parc paysager de l'Emscher
Le parc paysager de l'Emscher a été identifié sur 800 km2 d'espaces ouverts de la région — terres agricoles, forêts, friches industrielles avec couvert végétal, végétation sur les talus des voies ferrées, terrils et autres structures plus ou moins vertes. Le sens classique d'un parc n'étant pas lisible ici, il s'agissait de relier des structures vertes fragmentées, d'en développer de nouvelles et de rendre les espaces ouverts accessibles au public. Par exemple, dans le parc paysager de l'Emscher se trouvaient un grand nombre de lignes de chemin de fer qui ont perdu leur signification et leur fonction avec le déclin des mines. Avec le soutien de l'IBA et des fonds publics, ces obstacles ferroviaires ont été convertis pour servir de réseau régional de pistes cyclables. Le Kommunalverband Ruhrgebiet (aujourd'hui Regionalverband Ruhrgebiet, RVR) a repris la responsabilité du développement et de la coordination du parc paysager de l'Emscher et a travaillé en collaboration avec les communes dans sept sous-parcs (ceintures vertes A à G), avec l’Emschergenossenschaft et la Lippeverband et d'autres acteurs publics comme le propriétaire des laitiers RAG AG pour la qualité et la quantité des liaisons écologiques. Depuis 1991, le gouvernement de Rhénanie-du-Nord-Westphalie a soutenu les projets du Parc paysager d'Emscher avec le Ökologieprogramm Emscher-Lippe, un instrument de financement alimenté par le Fonds européen de développement régional (FEDER) et des fonds fédéraux, cofinançant des mesures à hauteur de 80% à 90%. En 20 ans (1991 - 2010), environ 680 millions d'euros ont été investis dans plus de 400 projets du Parc paysager de l'Emscher, principalement par les communes et la RVR. Le Regionalverband Ruhrgebiet est toujours responsable du parc paysager de l'Emscher.

### Restauration écologique du système fluvial de l'Emscher
L'Emscher, avec ses quelque 80 km et ses quelques centaines de kilomètres d'affluents, était depuis le XIXe siècle le symbole de la ceinture de rouille et des problèmes écologiques, le réseau fonctionnant comme un système ouvert de collecte et d'évacuation des eaux usées. Dans la plupart des régions, la construction d'égouts normaux était impossible en raison de l'affaissement dû à l'exploitation minière. Avec le déclin des mines, la Emschergenossenschaft a commencé les premiers essais de restauration dans les années 1980 et avec le début des processus IBA, la Emschergenossenschaft a mis sur pied un programme de projets pilotes. 
Outre les mesures très techniques (construction de nouvelles stations décentralisées de traitement des eaux usées, construction d'environ 350 km de nouveaux égouts), il était nécessaire de commencer également par la renaturation des cours d'eau ouverts pour montrer le potentiel écologique et les possibilités de développement urbain que de tels projets peuvent apporter. L'un des tout premiers projets IBA a été le projet Dorneburger Mühlenbach/Hüller Bach à Bochum, d'une longueur de 9 km, développé conjointement par la Emschergenossenschaft et la municipalité de Bochum en coopération avec les villes voisines et de nombreux propriétaires privés. En ce qui concerne les effets susmentionnés sur les investissements et les changements structurels à long terme, la restauration a, par exemple, conduit à la construction d'un nouveau quartier dans les banques. C'est le premier bassin versant d'Allemagne qui a connu une répartition des redevances, tant pour les eaux usées domestiques que pour les zones pavées, ce qui a eu pour conséquence que la déconnexion et l'infiltration des eaux pluviales des toits, etc. était économiquement intéressante pour tous.

### Le canal Rhin-Herne - un espace d'aventure
Le canal Rhein-Herne, d'une longueur de 46 km, a été aménagé de 1906 à 1914 pour soutenir le commerce du charbon et de l'acier dans la région croissante de la Ruhr. Avec le déclin des mines, elle perdit un peu de son sens et de nombreux ports anciens n'étaient plus utilisés à des fins commerciales. L'idée d'IBA était d'utiliser les anciens ports industriels pour de nouveaux usages et d'initier l'architecture riveraine, combinée avec des qualités de loisirs et écologiques. Le cadre juridique était en partie compliqué par le fait que les canaux de navigation artificiels sont traités légalement comme une autoroute pour bateaux et non comme des rivières, de sorte que les autorisations et les usages sont très réglementés. Néanmoins, de nombreux usages de loisirs, des pistes cyclables et quelques nouveaux bâtiments ont été créés, par exemple à Stadthafen Recklinghausen ou le nouveau quartier urbain du port Bismarck à Gelsenkirchen. Des changements vont encore apparaître lorsque le canal et ses écluses seront agrandis jusqu'en 2025, pour être adaptés aux bateaux poussés modernes.

### Le patrimoine culturel industriel comme trésor national
Le patrimoine culturel industriel était un sujet délicat pour IBA, car il concernait de nombreux bâtiments miniers et équipements techniques abandonnés dont on n'avait plus besoin et qui n'étaient plus utilisés. Par conséquent, d'une part, le financement (public) de la restauration de ces bâtiments et, d'autre part, une demande de suivi était nécessaire pour gérer le patrimoine culturel avec succès. Les initiateurs de l'IBA visaient à créer une identification et une atmosphère unique en restaurant et en présentant les vestiges des 150 ans d'histoire de l'industrie. L'idée sous-jacente était que toutes les autres régions métropolitaines ont des caractéristiques particulières qui forment des images et des identifications - tant à l'intérieur de l'agglomération que pour les habitants, les touristes et les visiteurs. Outre de nombreux bâtiments plus petits, souvent utilisés par des entreprises ou des administrations, certains des grands sites ont réussi à répondre aux attentes. Des vestiges industriels comme le Gasometer Oberhausen, la Jahrhunderthalle Bochum ou le parc paysager de Duisbourg Nord sont aujourd'hui des sites très fréquentés par des millions de visiteurs.

### Travailler dans le parc
L'augmentation des taux de chômage, en particulier dans l'ancien secteur primaire, l'afflux de population dans les quartiers urbains après la réunification allemande et les changements structurels en général après le retrait du secteur industriel ont demandé de nouvelles solutions pour les lieux de travail. L'idée de travailler dans le parc signifiait que les anciens sites miniers ou sidérurgiques devaient être réaménagés en lieux de travail attrayants, verts et modernes, en combinaison avec le patrimoine culturel si possible. Le développement de ces sites demandait souvent une réhabilitation environnementale et des idées novatrices sur la façon de traiter les eaux de surface (qui ne devraient pas s'infiltrer dans les sols pollués). Des projets comme à Bochum Ökologischer Gewerbepark Zeche Holland avec d'excellents systèmes de gestion des eaux pluviales ou le parc industriel de l'ancienne mine de charbon Erin à Castrop-Rauxel avec le sol pollué encapsulé dans des pyramides montrent certaines des approches innovantes.

### Nouvelles formes de maisons et de logements
La recherche de nouvelles formes de maisons et de cohabitation était en partie une sorte de retour aux sources, car les établissements historiques, tels que les propriétaires miniers et les entreprises sidérurgiques, créés pour leurs travailleurs étaient de nouveau très populaires. De belles habitations ont été restaurées et de nouvelles maisons, en partie neuves, ont été adaptées selon les règles des anciens architectes et aménageurs de l'espace. L'idéal de la cité-jardin se retrouve aujourd'hui dans des villes comme Herne ou Bottrop à Gartenstadt Welheim (de). Le projet Siedlung Küppersbusch de Gelsenkirchen a tenté de réaliser l'approche historique de la cité jardin dans un tout nouveau quartier sur un ancien site industriel.

### Nouvelles options pour les activités sociales, culturelles et sportives
L'idée derrière ce thème transversal était d'offrir de nouveaux types d'emploi ou de nouvelles possibilités de passer du temps libre en raison de la réduction continue de la durée de vie active. Outre les offres du parc paysager de l'Emscher et les manifestations culturelles liées à l'orchestration du patrimoine culturel, il a été question de parcelles de jardin ou d'aspects du jardinage urbain.

## Participants
La gestion du parc IBA Emscher Park a été assurée par un organisme public (Planungsgesellschaft IBA Emscher Park GmbH) qui a coordonné les participants municipaux et les autres organismes publics et privés. Les villes concernées étaient Dortmund, Kamen, Bergkamen, Waltrop, Lünen, Castrop-Rauxel, Recklinghausen, Herten, Herne, Bochum, Essen, Mülheim, Gelsenkirchen, Gladbeck, Bottrop, Oberhausen et Duisburg. Les partenaires de soutien étaient Emschergenossenschaft et Lippeverband, Kommunalverband Ruhrgebiet, Deutsche Bahn, RAG AG et de nombreux autres partenaires locaux. Dans les villes, plus de 100 grands projets ont été réalisés.